# جشنة قصيرة الذيل
جشنة قصيرة الذيل (الاسم العلمي: Anthus brachyurus) (بالإنجليزية: Short-tailed Pipit)‏ هو طائر صغير من الجواثم ينتمي لفصيلة التمرة وأم عجلان.